# Bitva o Šanghaj (1861)
Bitva o Šanghaj probíhala v letech 1861–1862 a byla hlavním střetnutím povstání tchaj-pchingů. Britští a francouzští vojáci poprvé použili moderní dělostřelectvo v Číně ve velkém měřítku.

## Před bitvou
Šanghaj byla poprvé obsazená tchaj-pchingy již v roce 1851, ale dynastie Čching v únoru 1853 dokázala město dobýt zpět. Povstalci chtěli ale v roce 1861 město znovu získat.

## První fáze
Generálporučík Li Ronfar začal bitvu s 20 000 muži přepravovanými v tisícovce lodí. Na ubránění město požadovalo pomoc od anglických a francouzských vojáků. V říjnu (podle čínského kalendáře) Američan Frederick Townsend Ward přišel s 2 000 filipínských vojáků, které on sám vycvičil.

## Druhá fáze
15. dubna 1861 začaly síly Nebeské říše velkého míru obkličovat město Šanghaj a došlo k prvním potyčkám. Dne 1. května bylo město Šanghaj kompletně obklíčeno vojáky Nebeské říše velkého míru. Vojáci také dobyli menší města na periférii Šanghaje. Dne 8. května však síly dynastie Čching vyhnaly povstalce ze všech periférií a vojáci se ve městě Šanghaj začali opevňovat.

## Poslední, třetí fáze
Cheng Xuechi dostal v prosinci 1861 vážné střelné rány do hrudníku, ale byl odměněn – byl povýšen na generálporučíka. Spojené síly dynastie Čching, britské a francouzské armády byly vítězné a velmi úspěšně. Nebeská říše velkého míru už do konce války ani nepomyslela na to, aby získala Šanghaj do svých rukou.

## Poznámka
Hong Rengan byl velmi proti tomuto boji, protože myslel, že Šanghaj není důležité město.